# Ван Цзунянь
Ван Цзунянь (кит.: 王宗衍; піньїнь: Wáng Zōngyǎn; 899–926) — другий і останній правитель Ранньої Шу періоду п'яти династій і десяти держав.

## Життєпис
Був одинадцятим сином і спадкоємцем засновника держави Ван Цзяня. Зійшов на трон влітку 918 року після смерті батька.
За його правління серед придворних чиновників розквітли корупція й суцільна некомпетентність, що зрештою призвело до занепаду держави, яку наприкінці 925 року завоював імператор Пізньої Тан Лі Цуньсюй.
Навесні наступного року Ван Цзунянь і члени його родини були страчені за наказом імператора.

## Девізи правління
- Сяньде (乾德) 919—924
- Сянькан (咸康) 925